# Gakenke (district)
Gakenke is een district (akarere) in de noordelijke provincie van Rwanda. De hoofdstad is Gakenke.

## Sectoren
Gakenke is verdeeld in 19 sectoren (imirenge): Busengo, Coko, Cyabingo, Gakenke, Gashenyi, Mugunga, Janja, Kamubuga, Karambo, Kivuruga, Mataba, Minazi, Muhondo, Muyongwe, Muzo, Nemba, Ruli, Rusasa en Rushashi.